# Коксоак
Ко́ксоак (фр. Koksoak) — самая полноводная река автономного округа Нунавик на севере Квебека в Канаде.
Образуется при слиянии рек Каниаписко и Ривьер-о-Мелез. Длина 140 км, вместе с Каниаписко 874 км. Течёт к северо-востоку, мимо посёлка Кууджуак, и через 50 км впадает в залив Унгава. Площадь водосборного бассейна — 133 000 квадратных километра. В 1985, когда запускался гидроэлектрический проект Бе-Жамс, 45 % стока р. Каниаписко было перенаправлено в русло р. Ла-Гранд. Поэтому последняя превратилась во вторую по водности р. Квебека, оттеснив Коксоак сразу на 4-е место. Большую часть года на реке наблюдается ледостав. Окружающий ландшафт — тундра.

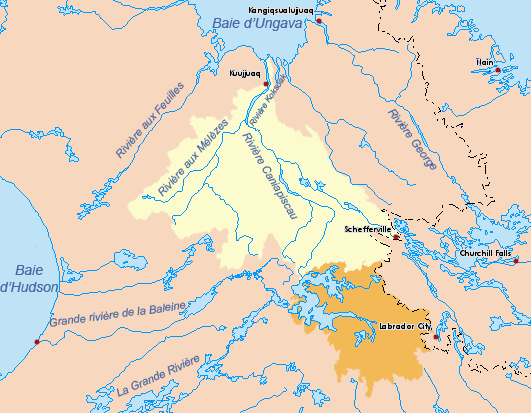
Бассейн Коксоака до и после начала проекта Бе-Жамс (1985)